# 京極高之
京極 高之（きょうごく たかゆき）は、江戸時代前期から中期にかけての大名。丹後国峰山藩4代藩主。官位は従五位下主膳正。

## 略歴
延宝6年（1678年）4月14日、3代藩主・京極高明の長男として江戸にて誕生。
元禄12年（1699年）4月29日、父の隠居で跡を継いだ。このとき、弟の高重に500石を分与している。書画に巧みで、特に彼の描いた絵画は神技とまで謳われた。享保8年（1723年）2月2日、46歳で死去し、跡を婿養子の高長が継いだ。法号は隆源院天誉頭含道倫。墓所は京都府京丹後市峰山町吉原の安泰山常立寺。

## 系譜
- 父：京極高明（1660-1726）
- 母：熊谷依貞の娘
- 正室：脇坂安照の養女 - 脇坂安村の娘
- 生母不明の子女
  - 女子：京極高長正室
- 養子
  - 男子：京極高長（1695-1769） - 内藤弌信の三男